# ダリオ・レスカノ
ダリオ・レスカノ・メンドーサ（Darío Lezcano Mendoza 、1990年6月30日 - ）は、パラグアイ・アスンシオン出身のプロサッカー選手。元パラグアイ代表。CSDコロコロ所属。ポジションはフォワード。

## クラブ経歴
2010–11シーズン冬にFCヴィル1900からFCトゥーンに移籍。2011年1月のFCバーゼル戦で初出場・初得点を記録、3-2の勝利に貢献した。2011–12シーズン冬にFCルツェルンに移籍。2012年1月のFCローザンヌ・スポルト戦で移籍後初出場。同月のBSCヤング・ボーイズ戦で2得点を挙げた。
2016年1月FCインゴルシュタット04に移籍。
2019年7月、リーガMXのFCフアレスに移籍すると、その後80試合に出場して33得点を決めた。
2023年2月8日、CSDコロコロに移籍した。

## 代表歴
エクアドルで開催された2007 南米U-17選手権で初招集。
2015年10月の2018 FIFAワールドカップ・南米予選・アルゼンチン代表戦でA代表初出場。

### ゴール
| No. | 年月日         | 会場         | 対戦相手   | スコア | 結果 | 大会                        |
| --- | -------------- | ------------ | ---------- | ------ | ---- | --------------------------- |
| 1   | 2015年11月17日 | アスンシオン | ボリビア   | 1–1    | 2–1  | 2018 FIFAワールドカップ予選 |
| 2   | 2016年3月24日  | キト         | エクアドル | 1–1    | 2–2  | 2018 FIFAワールドカップ予選 |
| 3   | 2016年3月24日  | キト         | エクアドル | 2–1    | 2–2  | 2018 FIFAワールドカップ予選 |
| 4   | 2016年3月29日  | アスンシオン | ブラジル   | 1–0    | 2–2  | 2018 FIFAワールドカップ予選 |